# Aralez
Aralez (armeniska: Ազատաշեն) är en ort i Armenien. Den ligger i provinsen Ararat, i den centrala delen av landet, 30 kilometer söder om huvudstaden Jerevan. Aralez ligger 854 meter över havet och antalet invånare är 2 354. Till 1978 hette orten Gharalar (ryska: Karalar).
Terrängen runt Aralez är platt åt sydväst, men åt nordost är den kuperad. Runt Aralez är det ganska tätbefolkat, med 155 invånare per kvadratkilometer.. Närmaste större samhälle är Vedi, 6,2 kilometer öster om Aralez. 
Trakten runt Aralez består i huvudsak av gräsmarker.